# Fanservice

Fanservice am Beispiel von Wikipe-tan

Fanservice (jap. ファンサービス, fan sābisu von englisch Fan service), seltener auch Service cut (サービスカット, sābisu katto) genannt, ist ein Begriff, der in der Anime- und Manga-Fangemeinde entstand und Elemente in Werken bezeichnet, die nicht zur Entwicklung der Handlung beitragen, sondern dem Publikum einfach nur gefallen sollen.
Es geht darum, den Fans einen „Service“ zu bieten, ihnen also „exakt das zu geben, was sie verlangen“ – einen nebenläufigen zusätzlichen Anreiz. Dies können beispielsweise sexuelle Schlüsselreize, überzogene Gewalt, versteckte Details oder auch Referenzen zu anderen Werken sein.

## Entstehung
Keith Russel sieht die Ursprünge des Fanservice in lockeren Themen, wo sich eben „Kinder wie Kinder verhalten“, was es im Gegenzug den Autoren erlaubte, ebenso lockerer mit den eigentlichen Themen umzugehen und dadurch Elemente einzubauen, die nicht direkt etwas mit dem eigentlichen Werk zu tun haben.
Seit den 1970er-Jahren zeichnete sich in Japan die Entwicklung einer wesentlich freizügigeren Variante des Fanservice ab, die sich deutlich von den bis dahin kaum auffallenden Elementen abhob. Als Auslöser dafür wird der Anime Cutie Honey genannt, der eine „riskante“ Art von Fanservice in die Serie integrierte. Dieser beinahe zügellose Umgang mit sexuellen Anspielungen findet sich seitdem auch in diversen anderen Magical-Girl-Werken wieder. In den 1980er-Jahren hatte sich dieser Trend weiter fortgesetzt. Vollständige Nacktheit und Duschszenen waren zum Standard geworden. Dies führte allerdings auch zu Kritik. So hatte zwar Hideaki Anno im Vorfeld der Produktion von Neon Genesis Evangelion versprochen, dass „jede Folge etwas beinhaltet, weswegen den Fans das Wasser im Munde zusammenlaufen wird“. Als die Produktion weiter fortgeschritten war, entfernte er jedoch diese geplanten Szenen wieder aus der Serie. Vollständig verschwanden sie jedoch nicht. Stattdessen verband Anno sie mit der Darstellung der emotionalen Traumata der Charaktere, was einen starken Kontrast bildete. Seit dieser Zeit ging die Darstellung von Nacktheit wieder zurück und es bildeten sich verschiedene Termini heraus. So ist für auf Sexualität anspielende Szenen mittlerweile der Begriff Etchi gebräuchlich, wobei Etchi auch als zügelloser Fanservice definiert wird.

## Arten
Da der Fanservice eine weit gefasste Definition hat, gibt es auch diverse Arten, wie er sich in den verschiedensten Werken etabliert hat, und betrifft im Grunde alles, was nicht für die eigentliche Handlung relevant ist und niemand – abgesehen von dem Fan – vermissen würde. Dennoch gibt es einige Werke, Kreative und Arten, die besonders auffielen und immer noch auffallen. Fanservice (japanisch: ファンサービス, „fan sābisu“) bezeichnet in Manga, Anime und anderen Medien Inhalte, die speziell dazu dienen, das Publikum zu unterhalten oder zu erfreuen, oft ohne unmittelbaren Bezug zur Handlung. Häufig zielt Fanservice darauf ab, visuelle oder emotionale Anreize zu schaffen, die Fans ansprechen und unterhalten. Dabei sind diese Szenen oft darauf ausgelegt, die Popularität oder Attraktivität eines Werkes zu steigern.
Arten von Fanservice
Erotische oder sexuelle Elemente
Nahaufnahmen bestimmter Körperregionen (z. B. Dekolleté, Beine).
Übertriebene Darstellungen von weiblichen Kurven oder Szenen, in denen die Kleidung der Figuren knapp ist oder zufällig verrutscht.
Typische Situationen sind Onsen-Besuche (Thermalbad-Szenen) oder „peinliche Momente“, etwa wenn jemand versehentlich in die Umkleide stolpert.
Kleidung und Kostümwechsel
Szenen, in denen Charaktere verschiedene Outfits anprobieren oder in Schuluniformen, Maid-Outfits oder Badeanzügen erscheinen, oft ohne Bezug zur Handlung.
Action- und Kampf-Fanservice
Dynamische und übertriebene Kampfszenen, die primär dazu dienen, die Fähigkeiten oder die Coolness der Charaktere zur Schau zu stellen.
Romantische oder emotionale Fanservice-Momente
Beziehungsmomente zwischen Charakteren, die Anspielungen auf romantische Gefühle machen, wie etwa zufällige Berührungen oder gemeinsame Übernachtungen. Diese Szenen sind häufig auf Spannung und „Shipping“ zwischen Figuren ausgerichtet.
Warum wird Fanservice verwendet?
Zielgruppenbindung: Besonders in Shōnen-Mangas und Animes (für ein jugendliches, überwiegend männliches Publikum) wird Fanservice eingesetzt, um die Aufmerksamkeit der Fans zu gewinnen und das Werk interessanter zu machen.
Verkaufsförderung: Szenen, die beliebte Figuren in suggestiven Momenten zeigen, können das Interesse an Merchandise, Figuren und Postern erhöhen.
Erwartungshaltung der Fans: Fanservice wird teilweise eingebaut, um die Erwartungen langjähriger Fans zu erfüllen, die solche Inhalte in bestimmten Genres gewohnt sind.

### Sexuelle Schlüsselreize
Eine typische Variante von Fanservice sind brisant-peinliche, sexuelle oder erotische Situationen. Sie bedienen sich des meist humorvollen Unbehagens einer Figur, sich nackt zu fühlen. Dies kann dadurch hervorgerufen werden, dass eine Figur wirklich nackt ist oder sich mit den wertenden Blicken des Umfeldes konfrontiert sieht. Besonders gern werden hier Kostüme zum Einsatz gebracht, in die sich die betroffene Figur entgegen ihrem Willen zwängen muss. Sei es der knapp bemessene Schulschwimmanzug (Sukumizu) oder ein sexy Maid-Kostüm, um in einem Cosplay-Restaurant arbeiten zu können. Diese Form von Fanservice findet sich hauptsächlich dem Shōnen (für Jungen) zugeordneten Werken und ist auch häufig als Beilage enthalten. Dies kann beispielsweise ein Poster der Lieblingsfigur in gewagter Pose (vergleichbar mit einem Pin-up) sein. Dabei variiert der „Grad der Bekleidung“ und es wird häufig eine „unbeabsichtigte Entblößung als Entschuldigung“ für die Art der Darstellung genutzt. Dazu gehört auch die Darstellung eines „flüchtigen Blickes auf Unterwäsche (Pantsu)“, anhand derer sich viele Charaktereigenschaften ableiten lassen sollen.

“…the random and gratuitous display of a series of anticipated gestures common in Manga and Anime. These gestures include such things as panty shots, leg spreads and glimpses of breast.”

„…die willkürliche und unentgeltliche Zurschaustellung einer Reihe von erwarteten Gesten, die in Manga und Anime üblich sind. Zu diesen Gesten gehören beispielsweise Aufnahmen von Höschen, gespreizten Beinen und Blicken auf die Brüste.“

Ebenso typisch ist die Darstellung von Szenen aus dem Alltag, wobei dennoch auf die sexuellen Schlüsselreize aufgebaut wird. Dazu gehören die in den 1980er- und 1990er-Jahren weit verbreiteten Duschszenen, während in moderneren Werken meist ein Ausflug zu einem Onsen, einem südlichen Badestrand oder einem modernen Freizeitbad genutzt wird. Die Abkehr von der Duschszene wird unter anderem damit begründet, dass sich so auch leichter Fanservice für weibliche Fans mit einbauen ließe. Schließlich ließen sich in solchen Szenen sowohl weibliche als auch männliche Charaktere im Zusammenspiel zeigen.
Fanservice findet sich in ähnlicher Weise aber auch in Shōjo-Werken, die sich an ein weibliches Publikum richten. So sind beispielsweise „oberkörperfreie Männer in verlockenden Posen“ zu sehen. Ebenso verbreitet sind homosexuelle Andeutungen, wie etwa ein zufälliger Kuss. In verstärkter Form findet er sich in Werken über gleichgeschlechtliche Liebe in den Genres Boys Love und Yuri. Dies seien „Kunstwerke oder Szenen“ in denen „typisch stilisierte Charaktere im homosozialen / homoerotischen Kontext“ gezeigt werden. Auch hier gibt es immer wieder Bemühungen, ein weiteres Publikum anzusprechen, sodass auch die weiblichen Charaktere in gewisser Weise erotisiert werden.

### Hintergrundinformationen
Hierbei handelt es sich um eine Art „technischen“ Fanservice. Dazu gehören detailgetreue Erklärungen und Beschreibungen wissenschaftlicher Abläufe (sog. Technobabble), wenngleich sie oftmals reine Phantasie sind. Besonders verbreitet ist dieser Service bei Science-Fiction-Produktionen wie etwa Star Wars oder Star Trek. Auch das Design von Mechas oder eine wissenschaftliche Abhandlung über Magie in einem Fantasy-Werk kann zum Fanservice zählen.

### Referenzen zu anderen Werken
Intertextuelle Referenzen sind dafür gedacht, von den Fans gesehen und verstanden zu werden. Sie sollen beim Fan, der diese Referenz bemerkt hat, ein Gefühl der Anerkennung auslösen. Schließlich habe er ein (un)wichtiges Detail wahrgenommen, was viele andere nicht zu erkennen vermögen.
Zunächst hauptsächlich in Werken japanischen Ursprungs vorzufinden, hat sich diese Art von Fanservice weitreichend etabliert und kommt auch immer stärker in Werken zum Einsatz, die sich an ein junges Publikum oder die ganze Familie richten. So ist etwa in Shrek ein auf dem Kopf stehender Kuss zu sehen, der auf eine nahezu identische Szene in Spider-Man anspielt. In der Anime-Fernsehserie Seitokai no Ichizon wird dagegen nahezu im Sekundentakt von einer Serie auf die andere angespielt, während gleichzeitig viele Klischees aufgegriffen und parodiert werden – eine Parodie auf die Serie selbst.

### Füllprogramm
Den Fans wird nicht nur in literarischen oder filmischen Werken geschmeichelt. Auch Sportveranstaltungen nutzen diesen Reiz aus und zeigen während der unattraktiven Unterbrechungen ebenso ein Füllprogramm. Allseits bekannt sind die Cheerleader, Gesangsaufführungen, Auftritte des Maskottchen oder kleine Wettbewerbe beim American Football oder beim Japanischen Baseball, die den Fans ein fürs Spiel selbst belangloses Unterhaltungsprogramm bieten, sie aber dennoch bei Laune halten.

## Kritik

### Meinungen
Für Christian McCrea ist das japanische Animationsstudio Gainax ein Paradebeispiel für einen Anime-Produzenten, der es versteht, Fanservice-Elemente in seine Werke einzubauen und damit die Otaku anzusprechen. So lasse sich in den Werken eine Metaebene finden, die viele Referenzen zu anderen Werken beinhalte. Ebenso kämen aber auch Gewalt und übernatürliche Einflüsse nicht zu knapp. Hiermit sind wahrhaftig übernatürliche Fähigkeiten gemeint, die es den Charakteren erlauben, auch schier aussichtslose Situationen zu überstehen oder sich im Verlauf der Handlung immer weiter zu steigern, was teils absurde Ausmaße annehmen kann. So werfen sich in Gurren Lagann die Kontrahenten in den letzten Folgen buchstäblich ganze Galaxien um die Ohren, was an sich wie eine Parodie auf das eigene Werk wirkt.

Für die betont wackelnde Oberweite weiblicher Charaktere gibt es hingegen sogar einen Begriff – den Gainax Bounce. Erstmals besonders auffällig war dieser in der Serie Gunbuster aus den Jahren 1988 und 1989 und setzte sich in vielen weiteren Werken des Studios fort. So ist die stets knapp bekleidete Yōko Rittonā, in deren üppiger Oberweite sich gar das Maskottchen der Serie eingenistet hat, kein zufälliges Element in Gurren Lagann (2007).
Robin E. Brenner merkte an, dass zu viel Fanservice aber auch den gegenteiligen Effekt haben kann und auf die Leserschaft eher abstoßend wirke. Insbesondere habe es dadurch eine Leserin schwer, sich mit Shōnen-Manga anzufreunden, wobei es einem männlichen Leser bei einem Shōjo-Manga ähnlich ergehe. In der Kritik stehe Fanservice aber dennoch vorwiegend, wenn er weibliche Charaktere zeige. Als Beispiel führt sie hierbei Tenjo Tenge an, was eine von Fanservice nur so strotzende Manga-Reihe ist. Obwohl die Handlung nahezu vernachlässigt werde, fände sich dennoch ein begeistertes männliches Publikum. Ähnlich beschreibt dies auch Carlo Santos und hält fest, dass einige Anime nicht viel mehr als reinen Fanservice als Kaufgrund anzubieten haben. Etwas schärfer äußerte sich ein Editor von Del Rey Manga, als er sich scherzhaft über den Manga Magister Negi Magi äußerte und meinte, dass er lieber als „für unreife Leser 16+“ bewertet werden solle, als für „erwachsene Leser 16+“.
Für Keith Russel ist Fanservice hingegen die „Ästhetik des flüchtigen Blickes“, was im Kontrast zum Gaffen stehe. Diese führe den Geist des Betrachters unbewusst dazu, sich die „lustvollen Möglichkeiten“ (selbst) abzubilden. Er sieht den Fanservice trotz seiner unrealistischen Natur als etwas beruhigendes an, das in Einklang mit der „Freiheit des Begehrens“ sei.

### Zensur
Während in Japan dem Fanservice nahezu keine Grenzen gesetzt waren, ist es bei Übersetzungen in andere Sprachen weiterhin gängige Praxis, die Werke nachträglich zu editieren, um sie für das Zielpublikum angemessen zu gestalten. So sei es laut Mike Tatsugawa in den Vereinigten Staaten wegen der kulturellen Unterschiede üblich, solche Änderungen vorzunehmen.
In Tokio wurde 2010 eine Revision der Jugendschutzverordnung beschlossen, die seit 1. April 2011 dafür sorgen soll, dass Werke, die sexuelle Übergriffe oder extreme Gewalt zeigen, nicht mehr in Bereichen ausgestellt werden dürfen, die auch für Minderjährige zugänglich sind. Die vagen Formulierungen führten zu diversen noch immer stattfindenden Auseinandersetzungen mit den Verlegern, die darin eine Zensur sehen und aus Protest der Tōkyō Kokusai Anime Fair 2011 fernblieben. So mussten zwar in der Zwischenzeit einige wenige Werke aus den Regalen genommen werden und auch Anime waren kurz verstärkt zensiert, aber dennoch bleibt die Situation recht unübersichtlich. So wurde die sehr freizügige Harem-Mangareihe To Love-Ru Darkness zwar der zuständigen Behörde von besorgten Eltern gemeldet, sie befand diese letztlich aber als nicht schädlich. Sie findet sich weiterhin prominent in den Ständen der Verkäufer und kann von Kunden jeden Alters erworben werden. Ähnlich gelagert war die Situation von Yosuga no Sora, wo die inzestuöse Beziehung im Mittelpunkt der Vorwürfe stand. Aber auch hier wurde befunden, dass es angemessen dargestellt sei.